# 서울 봉국사 명부전 시왕도 및 사자도
서울 봉국사 명부전 시왕도 및 사자도는 대한민국 서울특별시 성북구 정릉동 봉국사 명부전의 시왕상 뒤에 봉안된 불화이다. 2013년 12월 26일 서울특별시의 유형문화재 제353호로 지정되었다.

## 개요
봉국사 명부전의 시왕상 뒤에 봉안된 불화로서, 1898년에 漢峰瑲曄을 비롯하여 明應幻鑑, 啓恩奉法, 月船奉宗, 金谷永煥, 禮雲尙奎, 靈旭, 珉昊, 龍潭奎祥, 禪夏善明, 斗演, 推算天性, 德月應崙, 漢谷頓法, 錦雲正基, 雲照 등 다수의 화승들이 함께 조성하였다.
그림은 총5폭으로, 전각의 향우측에 1대왕⋅3대왕도, 5대왕⋅7대왕⋅9대왕도, 향좌측에 2대왕⋅4대왕도, 6대왕⋅8대왕⋅10대왕도 및 建靈大將軍⋅日直使者 月直使者圖가 걸려있는데, 향좌측 끝에도 원래 사자 및 장군도가 있었을 것으로 추정되지만 현재는 결실되었다. 각 폭의 화면 구성은 상단에는 명부의 각 대왕이 심판하는 장면 하단에는 각 대왕의 심판에 따라 행해지는 지옥장면이 그려져 있다.
봉국사 시왕도는 19세기 말 서울 경기지역에서 성행했던 대표적인 시왕도 형식으로, 보광사 시왕도(1872년), 화계사 시왕도(1878년), 흥천사 시왕도(1885년), 봉원사 시왕도(19세기 말) 등과 동일한 도상을 보여준다. 특히 이 작품은 같은 형식의 다른 불화들과 달리 시왕도 및 사자도를 모두 갖추고 있는 유일한 작품이며, 당대 최고의 화승인 漢峰瑲曄과 明應幻鑑, 啓恩奉法, 金谷永煥, 禮雲尙奎 등이 각 폭을 나누어 그렸다는 점에서도 주목되는 것으로 조선말기 서울 경기지역의 시왕도 형식을 대표하는 작품이다.

## 참고 문헌
- 서울 봉국사 명부전 시왕도 및 사자도 - 국가유산청 국가유산포털